# Новотроицк (Колосовский район)
Новотроицк — деревня в Колосовском районе Омской области. Входит в состав Строкинского сельского поселения.

## История
Основана в 1898 году. В 1928 году состояла из 49 хозяйств, основное население — белорусы. В составе Толбакульского сельсовета Нижне-Колосовского района Тарского округа Сибирского края.

## Население
| 1926 | 2010 |
| ---- | ---- |
| 289  | ↘109 |